# Петер Міккельсен

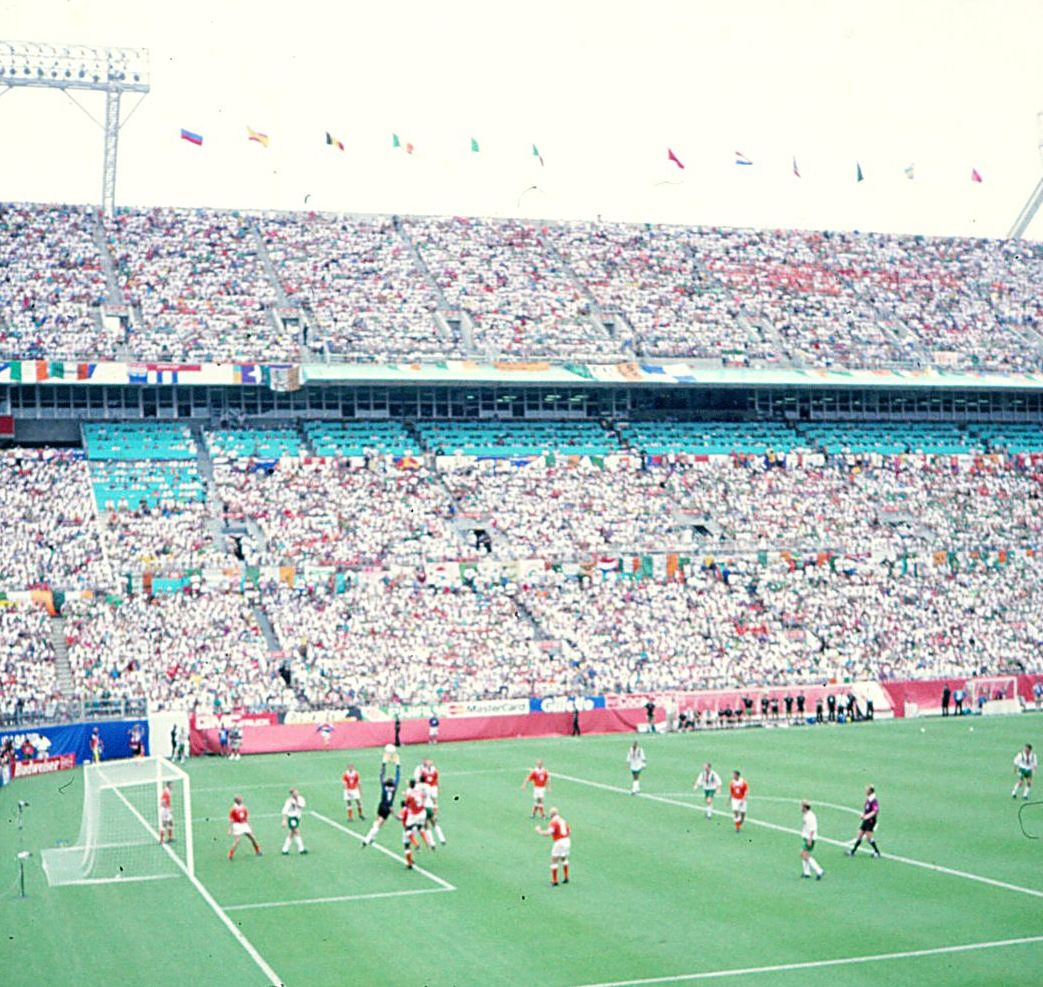
4 липня 1994 року в Орландо, штат Флорида, Петер Міккельсен судив гру 1/8 фіналу чемпіонату світу між Нідерландами та Ірландією.

Петер Міккельсен (1 травня 1960, Копенгаген — 30 січня 2019) — данський футбольний арбітр. Арбітр ФІФА з 1985 по 1996 роки.

## Кар'єра арбітра
На чемпіонаті світу 1990 року в Італії судив матч групового етапу Німеччина — Югославія та матч 1/8 фіналу між Англією та Бельгією. Петер обслуговував матч СНД — Нідерланди на чемпіонаті Європи з футболу 1992 року у Швеції. На чемпіонаті світу з футболу 1994 року в США відсудив матчі в групі Іспанія — Південна Корея, Швейцарія — Колумбія та 1/16 фіналу Нідерланди — Ірландія. Припущення про те, що Міккельсена оберуть головним суддею фіналу, розвіялися після втручання президента ФІФА Жоао Авеланжа, який назначив на матч угорця Шандора Пула.
На чемпіонаті Європи 1996 року в Англії Міккельсен відсудив гру між Болгарією та Румунією. Після того, як він не зарахував нібито правильний гол під час матчу, його піддали різкій критиці в деяких виданнях.
Петер Міккельсен був офіційним спостерігачем УЄФА та багато працював з молодими данськими арбітрами. Був членом Комітету арбітрів ФІФА. У 1992 році був членом експертної комісії, ініційованої Зеппом Блаттером, яка запропонувала зміни до футбольних правил під назвою «Task Force 2000». Вони включали, зокрема, пізніше реалізовану зміну правила гри у зворотний пас, а також ідеї щодо часових покарань та запровадження режиму раптової смерті для прийняття рішень у додатковий час.
30 січня 2019 року Міккельсен помер від раку у віці 58 років. До цього він роками був прикутий до інвалідного візка через параліч одного боку, пов'язаного із хворобою.

## Найважливіші матчі
- 1990 участь у чемпіонаті світу в Італії
- 1992  участь у чемпіонаті Європи у Швеції
- 1994 участь у чемпіонаті світу в США
- 1996 участь у чемпіонаті Європи в Англії

## Нагороди
- Найкращий суддя світу за версією IFFHS (2): 1991, 1993[5]